# Zuiderpolder (Midwolda)
De Zuiderpolder is een voormalig waterschap in de provincie Groningen.
De polder lag ten westen van Midwolda, nagenoeg ten westen van de Ennemaborg. De noordgrens lag bij de Hoofdweg, de oostgrens bij het bos van de borg, de zuidgrens bij de Boslaan en Bosweg, de westgrens lag bij de Lange Zuidwending. De molen van de polder stond in de noordwesthoek en sloeg uit op het Koediep.
Het waterschap werd in 1916 opgeheven en ging op in het waterschap Eureka. Waterstaatkundig gezien ligt het gebied sinds 2000 binnen dat van het waterschap Hunze en Aa's.